# Gryhastha
Gryhastha (sanskryt gryha „dom”) – w społeczeństwie hinduistycznym drugi z czterech etapów (aśrama) życia człowieka odnoszący się do osoby wiodącej życie rodzinne.
Dotyczy osób między 25 a 50–60 rokiem życia, które zakończyły etap brahmaćarji. Tradycja hinduistyczna (Manusmryti) zakłada, że długość życia człowieka wynosi 100 lat. Każdemu z czterech etapów życia przypada równa liczba lat. W praktyce jednak, to właśnie gryhastha jest najdłuższym okresem. W czasie przypadającym na ten etap człowiek osiedla się i zakłada rodzinę. Kolejnymi etapami są wanaprastha i ostatecznie sannjasa.